# Garrison (Texas)
Garrison es una ciudad ubicada en el condado de Nacogdoches en el estado estadounidense de Texas. En el Censo de 2010 tenía una población de 895 habitantes y una densidad poblacional de 294,35 personas por km².

## Geografía
Garrison se encuentra ubicada en las coordenadas 31°49′34″N 94°29′38″O / 31.82611, -94.49389. Según la Oficina del Censo de los Estados Unidos, Garrison tiene una superficie total de 3.04 km², de la cual 3.04 km² corresponden a tierra firme y (0%) 0 km² es agua.

## Demografía
Según el censo de 2010, había 895 personas residiendo en Garrison. La densidad de población era de 294,35 hab./km². De los 895 habitantes, Garrison estaba compuesto por el 67.37% blancos, el 24.8% eran afroamericanos, el 0% eran amerindios, el 1.34% eran asiáticos, el 0% eran isleños del Pacífico, el 4.69% eran de otras razas y el 1.79% pertenecían a dos o más razas. Del total de la población el 9.27% eran hispanos o latinos de cualquier raza.